# District de Dielsdorf
Le district de Dielsdorf est un district du canton de Zurich en Suisse.

## Communes
| Nom                    | N° OFS | Population (décembre 2022) |
| ---------------------- | ------ | -------------------------- |
| Bachs                  | 81     | +000636,                   |
| Boppelsen              | 82     | +001 454,                  |
| Buchs                  | 83     | +006 628,                  |
| Dällikon               | 84     | +004 271,                  |
| Dänikon                | 85     | +001 865,                  |
| Dielsdorf              | 86     | +006 151,                  |
| Hüttikon               | 87     | +000959,                   |
| Neerach                | 88     | +003 314,                  |
| Niederglatt            | 89     | +005 180,                  |
| Niederhasli            | 90     | +009 497,                  |
| Niederweningen         | 91     | +003 082,                  |
| Oberglatt              | 92     | +007 520,                  |
| Oberweningen           | 93     | +001 883,                  |
| Otelfingen             | 94     | +002 946,                  |
| Regensberg             | 95     | +000464,                   |
| Regensdorf             | 96     | +018 739,                  |
| Rümlang                | 97     | +008 186,                  |
| Schleinikon            | 98     | +000863,                   |
| Schöfflisdorf          | 99     | +001 361,                  |
| Stadel bei Niederglatt | 100    | +002 349,                  |
| Steinmaur              | 101    | +003 613,                  |
| Weiach                 | 102    | +002 077,                  |
| Total                  | Total  | +093 038,                  |